# Vicente Cuadra Gómez
Vicente Cuadra Gómez (1874-1943), miembro de una de las familias más ilustres de Nicaragua (Cuadra), fue un economista y fundador del Cámara de Comercio de Nicaragua en 1900.

## Familia y primeros años
Su padre era  Vicente Cuadra y Ruy Lugo que sirvió como Presidente de Nicaragua en la década de 1870. En su juventud, trabajó como secretario de su padre y escribió sobre su experiencia en el Cartas y Recuerdos (1941). Cuadra y su esposa (Victoria) tuvo doce hijos, muchos de ellos destacados por derecho propio, en Nicaragua y en los Estados Unidos.

## Trabajo
Vicente Cuadra Gómez fue un economista y fundador de la Cámara de Comercio de Nicaragua en 1900, en calidad de director general hasta su muerte en 1943.